# 5 Days of War
5 Days of War (Alternativtitel: Five Days of War, auch: 5 Days of August) ist ein US-amerikanisch-georgischer Kriegsfilm des Regisseurs und Produzenten Renny Harlin aus dem Jahr 2011. In den Hauptrollen sind Rupert Friend, Val Kilmer und Andy García zu sehen. Die Premiere fand am 5. Juni 2011 in Georgien statt.

## Handlung
Der Film behandelt die Geschehnisse während des fünftägigen Kaukasuskrieges zwischen Georgien auf der einen Seite und einem Militärbündnis, bestehend aus Russland sowie den international nicht anerkannten Republiken Südossetien und Abchasien, auf der anderen Seite, der zwischen dem 8. und 12. August 2008 stattfand.
Den Anfang des Films stellt eine kurze Szene im Irak dar, in dem das georgische Kontingent als Teil der Koalitionstruppen dem US-amerikanischen Kriegsreporter Thomas Anders das Leben rettet. Dabei verliert allerdings Anders’ Kollegin Miriam Eisner ihr Leben. Er verlässt den Irak und kehrt nach Los Angeles zurück. Dann aber erhält er von einem Freund den Hinweis, nach Georgien zu gehen, der glaubt, dass ein Krieg im Kaukasus ausbrechen würde. So reist Anders zusammen mit dem Kameramann Sebastian Ganz in das Land, und sie geraten immer tiefer in den eskalierenden Konflikt. So werden sie Zeuge eines Luftangriffes, als sie einer georgischen Hochzeit beiwohnen. Dadurch stößt Tatia Meddevi zu ihnen. Später treffen sie auch den Soldaten Rezo Avaliani, der Anders im Irak das Leben gerettet hat. In einem Dorf werden sie Zeuge von Kriegsverbrechen, die russische Söldner verüben. Ihr Weg führt sie direkt in die Schlacht um die Stadt Gori, von der die Welt aber nichts mitbekommt, weil gerade die Olympischen Sommerspiele 2008 in Peking beginnen und dies alle Nachrichtensender für bedeutender halten.

## Produktion
Die Dreharbeiten begannen im Oktober 2009 in Georgiens Hauptstadt Tiflis. Georgiens Präsident Micheil Saakaschwili und der Regisseur Harlin bestritten auf Fragen hin, dass für den Film Geld von der georgischen Regierung floss (offiziell stammen die Gelder aus Private-Equity-Investitionen). Der Autor des Drehbuchs erläuterte hingegen in einem Gespräch mit der Time, dass der Film von einem Fonds der georgischen Regierung mitfinanziert worden sei. Einer der Produzenten des Films war Koba Nakopia, ein Parlamentarier der Regierungspartei vom damaligen Präsidenten Georgiens Micheil Saakaschwili. Ein weiterer Produzent des Films war Mirza Davitaia, ebenfalls Abgeordneter der Regierungspartei sowie Staatsminister für Angelegenheiten der georgischen Diaspora. Der Produktionsfirma wurde gestattet, im Präsidentenpalast zu drehen. Auf Anfrage der Produzenten stellten die Streitkräfte Georgiens militärische Ausrüstung wie Hubschrauber, Panzer und Uniformen zur Verfügung.
Die Produktionskosten beliefen sich auf geschätzte 20 Millionen US-Dollar. Die Einspielergebnisse waren enttäuschend und lagen Schätzungen zufolge nur bei etwa 320.000 US-Dollar, wobei allerdings die Einnahmen aus vielen Ländern, wie z. B. des Produktionslandes Georgien fehlen.
Dem Fachpublikum wurde 5 Days of War bereits am 3. November 2010 auf dem American Film Market (AFM) vorgestellt.
In einem Interview meinte Regisseur Harlin, dass er als Finne mit dem georgischen Volk fühlen könne, da auch sein Volk eine lange Grenze zu Russland habe und öfter in der Geschichte von der Supermacht angegriffen worden sei.

## Kritik
Der Film erhielt überwiegend negative Kritiken. Der Metascore für den Film auf Basis von 14 Reviews beträgt 31/100. Roger Ebert beurteilte, dass man in dem Film viel über den Krieg hören, aber kaum etwas über ihn lernen würde. Zudem gebe es viel Action, diese verlaufe aber ziel- und sinnlos. In einer der vergleichsweise positiven Rezensionen (Mark Jenkins, National Public Radio) wurde der Film als weder tiefgründig noch innovativ, aber als viszeral und manchmal bewegend beurteilt.
Anna Neistat, die als Beobachterin für die Menschenrechtsorganisation Human Rights Watch in dem Krieg aktiv war und Verbrechen beider Seiten dokumentierte, bezeichnete den Film als „gefährlich“ und kritisierte, dass dort entgegen der Realität „Russen und Osseten als barbarische Bestien und Georgier als Friedensengel“ dargestellt würden, während tatsächliche Fakten teils ignoriert würden und Kriegsverbrechen der georgischen Seite ebenfalls völlig ohne Erwähnung blieben. Auch The Washington Post stellte fest, dass der Film eine einseitige Darstellung des Konflikts zeige, in dem Georgien als unschuldiges Opfer Russlands dargestellt werde. Bloomberg vergab einen von vier Sternen und bezeichnete die Darstellung des Konflikts im Film als einseitig pro-georgisch.